# Armia Mississippi
W historii były trzy konfederackie organizacje wojskowe znane jako Armia Mississippi (ang. Army of Mississippi, nie mylić z Army of the Mississippi, która była armią Unii, a nazwa pochodziła od stanu, a nie rzeki.)

## Armia Mississippi (Marzec 1862)
Armia z tego okresu, zwana także Armią Zachodu lub Armią stanu Mississippi (zwłaszcza podczas bitwy pod Shiloh) była jedną z kluczowych sił zachodniego teatru wojny. Została zorganizowana 5 marca 1862, a 13 marca dokooptowano do niej elementy Armii Pensacoli. 29 marca została połączona z Armią Centralnego Kentucky oraz Armią Luizjany. 20 listopada została przemianowana na Armię Tennessee.

### Historia Dowództwa
| Dowódca                               | Od                                             | Do                | Główne bitwy i kampanie |
| ------------------------------------- | ---------------------------------------------- | ----------------- | ----------------------- |
| Gen. P.G.T. Beauregard                | 5 marca 1862 (przejął dowództwo 17 marca 1862) | 29 marca 1862     |                         |
| Gen. Albert Sidney Johnston           | 29 marca 1862                                  | 6 kwietnia 1862   | Bitwa pod Shiloh        |
| Gen. P.G.T. Beauregard                | 6 kwietnia 1862                                | 6 maja 1862       |                         |
| Gen. Braxton Bragg                    | 6 maja 1862 (przejął 7 maja 1862)              | 5 lipca 1862      |                         |
| Gen. dyw. William Hardee (tymczasowo) | 5 lipca 1862                                   | 15 sierpnia 1862  |                         |
| Gen. Braxton Bragg                    | 15 sierpnia 1862                               | 28 września 1862  |                         |
| Gen. br. Leonidas Polk (tymczasowo)   | 28 września 1862                               | 7 listopada 1862  | Bitwa pod Perryville    |
| Gen. Braxton Bragg                    | 7 listopada 1862                               | 20 listopada 1862 |                         |

## Armia Mississippi (Grudzień 1862)
Druga armia była także nazywana Armią Vicksburga. Została utworzona 7 grudnia 1862 z oddziałów Departamentu Mississippi oraz wschodniej Luizjany. Jej jedyną funkcją była obrona Vicksburga; przestała istnieć poddając się generałowi Ulyssesowi Grantowi 4 lipca 1863 roku.

### Historia Dowództwa
| Dowódca                             | Od              | Do              | Główne bitwy i kampanie |
| ----------------------------------- | --------------- | --------------- | ----------------------- |
| Gen. dyw. John C. Pemberton         | 7 grudnia 1862  | 9 grudnia 1862  |                         |
| Gen. br. Earl Van Dorn (tymczasowo) | 9 grudnia 1862  | 17 grudnia 1862 |                         |
| Gen. dyw. John C. Pemberton         | 17 grudnia 1862 | 4 lipca 1863    | Kampania na Missisipi   |

## Armia Mississippi (1863–1864)
Trzecia organizacja wojskowa spod znaku Mississippi była ochrzoczna III Korpusem, Armii Tennessee, około 4 maja 1864, jednakże używała swojej poprzedniej nazwy.

### Historia Dowództwa
| Dowódca                     | Od                   | Do                   | Główne bitwy i kampanie |
| --------------------------- | -------------------- | -------------------- | ----------------------- |
| Gen. br. William Hardee     | 30 lipca 1863        | 23 października 1863 |                         |
| Gen. br. Leonidas Polk      | 23 października 1863 | 14 czerwca 1864      | Kampania atlancka       |
| Gen. dyw. William W. Loring | 14 czerwca 1864      | 23 czerwca 1864      |                         |